# Laemophloeus aemulus
Laemophloeus aemulus is een keversoort uit de familie dwergschorskevers (Laemophloeidae). De wetenschappelijke naam van de soort werd in 1922 gepubliceerd door Juan Brèthes.